# Barbara Sieben
Barbara Sieben (* 1966) ist eine deutsche Politologin und Professorin an der Fakultät für Geistes- und Sozialwissenschaften der Helmut-Schmidt-Universität/Universität der Bundeswehr Hamburg. 

## Leben und Wirken
Babara Sieben absolvierte im Jahr 1984 ihr Abitur im Friedrichs-Gymnasium in Herford. Daraufhin schloss sie im Jahre 1987 eine duale Berufsausbildung zur Hotelfachfrau in der Kollegschule Minden und im DOHM-Hotel Herford ab. Im Jahre 1992 wurde sie zur staatlichen geprüften Betriebswirtin für das Hotel- und Gaststättengewerbe in der Hotelfachschule Berlin ernannt.
Zwischen den Jahren 1987 bis 1989 war Babara Sieben Empfangssekretärin im Waldhotel Krautkrämer in Münster, im Aerogolf Sheraton Hotel in Luxemburg und im Hotel Bremen in Berlin. Außerdem war sie zwischen 1994 und 1995 als Sekretärin in der Initiative Selbstständiger Immigranten (kurz: I.S.I. e.V.) in Berlin angestellt. Im Jahr 1995 war sie Sekretärin der Ausbildungsinitiative Güneş e.V. in Berlin. Dann zwischen 1996 und 1997 wieder Empfangssekretärin im Bildungszentrum Erkner in Erkner bei Berlin. Und schlussendlich zwischen 1997 und 1998 Stützlerhrerin im Ausbildungsrestaurant Am Kuhgraben der Sozial-Diakonischen Jugendarbeit Lichtenberg e.V. in Berlin.
Babara Sieben belegte ein Lehramtsstudiengang zu Wirtschaftswissenschaft mit Schwerpunkt auf BWL und als Zweitfach Spanisch an der Freien Universität Berlin. Außerdem absolvierte sie ein einjähriges Auslandsstudium an der Universität Carlos III in Madrid. 2001 absolvierte sie die erste (wissenschaftliche) Staatsprüfung für das Amt als Studienrätin mit beruflicher Fachrichtung Wirtschaftswissenschaft. Schließlich promovierte sie 2006 zur Dr. rer. Pol. (doctor rerum politicarum = Doktor der Staatswissenschaften) am Fachbereich Wirtschaftswissenschaft an der Freien Universität Berlin.

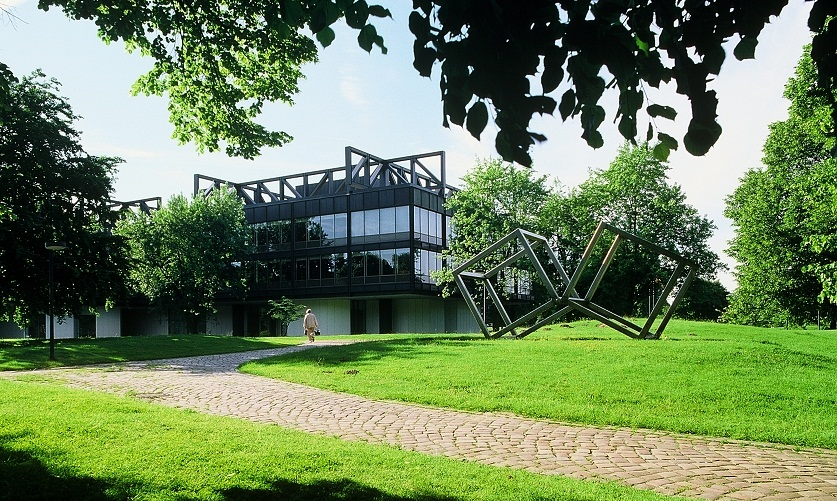
Hauptgebäude der Helmut-Schmidt Universität Hamburg

Zwischen 1998 und 2001 engagierte sich Babara Sieben als studentische Hilfskraft am Institut für Management – Personalpolitik der Freien Universität Berlin. Am selben Institut arbeitete sie als wissenschaftliche Mitarbeiterin von 2001 bis 2006. Dann war sie zwischen 2006 und 2007 als Lehrbeauftragte am Fachbereich Wirtschaftswissenschaften der Freien Uni Berlin tätig. Und von 2009 bis 2011 als Lehrbeauftragte am Institut für Organisation und Lernen an der Universität Innsbruck. Im Jahre 2012 besuchte sie im Rahmen eines Forschungsaufenthalts das College of Management an der University of Massachusetts in Boston. Parallel dazu war sie von 2007 bis 2013 als Juniorprofessorin für Human Resource Management, mit Schwerpunkt Diversity, am Management-Department der Freien Universität Berlin. Im Jahre 2013 arbeitete sie als Teaching-Equality-Gastprofessorin, an der Wirtschafts- und Sozialwissenschaftlichen Fakultät der Eberhard-Karls-Universität in Tübingen. Und seit Oktober 2013 ist sie als Professorin für Personalpolitik an der Fakultät für Geistes- und Sozialwissenschaften der Helmut-Schmidt-Universität Hamburg.
Sie ist unter anderem im wissenschaftlichen Beirat des Forschungsprojekts „Kulturelle Diversität und Chancengleichheit in der Bundesverwaltung“ tätig, welches das Bundesinstitut für Bevölkerungsforschung durchführt.

## Mitgliedschaften
Sie ist Mitglied in den folgenden Institutionen.
- efas – economy, feminism and science, das Ökonominnen-Netzwerk
- EGOS – European Group of Organization Studies
- idm – Internationale Gesellschaft für Diversity Management e.V. Netzwerk Gender Studies, DIW Berlin
- VHB – Verband der Hochschullehrerinnen und Hochschullehrer für Betriebswirtschaftslehre, WKs Personal, Organisation und Wissenschaftstheorie

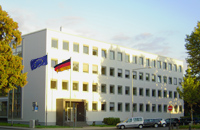
Das Bundesinstitut für Bevölkerungsforschung in Wiesbaden

Außerdem war sie in den folgenden Beiräten und Gremien tätig.
- Wissenschaftlicher Beirat der idm (Internationale Gesellschaft für Diversity Management e.V.), seit 2007
- Frauenrat der Freien Universität Berlin, 2008–2011
- Institutsrat der WE 1 (BWL) des Fachbereichs Wirtschaftswissenschaft der Freien Universität Berlin, Stellvertretende Direktorin, 2009–2011
- Expertenbeirat des BMBF-Metavorhabens ServProf (Service Professionalität lernen und leben), 2009–2013
- Senatsausschuss für Forschung und wissenschaftlichen Nachwuchs an der Helmut-Schmidt-Universität Hamburg, 2015–2018
- Senatsausschuss für Lehre und Studium der Helmut-Schmidt-Universität Hamburg, 2017-2018
- Studiendekanat Bildungs- und Erziehungswissenschaften der Helmut-Schmidt-Universität Hamburg, 2017–2018; Stellvertreterin 2019
- Wissenschaftlicher Beirat „Kulturelle Diversität und Chancengleichheit in der Bundesverwaltung“, Projekt des Bundesinstituts für Bevölkerungsforschung (BiB), durchgeführt mit und gefördert von der Beauftragten der Bundesregierung für Migration, Flüchtlinge und Integration, 2018–2020

## Publikationen

### Artikel
- Sieben, B. (2007). Doing research on emotion and virtual work: A compass to assist orientation. Human Relations, 60(4), 561-580.
- Ortlieb, R., & Sieben, B. (2012). How to safeguard critical resources of professional and managerial staff: Exploration of a taxonomy of resource retention strategies. International Journal of Human Resource Management, 23(8), 1688-1704.
- Ortlieb, R., & Sieben, B. (2013). Diversity strategies and business logic: Why do companies employ ethnic minorities? Group & Organization Management, 38(4), 480-511.
- Ortlieb, R., & Sieben, B. (2014). The making of inclusion as structuration: Empirical evidence of a multinational company. Equality, Diversity and Inclusion: An International Journal, 33(3), 235-248.
- Ortlieb, R., Sieben, B., & Sichtmann, C. (2014). Assigning migrants to customer contact jobs: A context-specific exploration of the business case for diversity. Review of Managerial Science, 8, 249-273.
- Collien, I., Sieben, B., & Müller-Camen, M. (2016). Age work in organizations: Maintaining and disrupting institutionalized understandings of higher age. British Journal of Management, 27, 778-795.
- Sieben, B., Braun, T., & Ferreira, A. (2016). Reproduction of ‘typical’ gender roles in temporary organizations—No surprise for whom? The case of cooperative behaviors and their acknowledgement. Scandinavian Journal of Management, 32(1), 52-62.
- Sieben, B., & Rastetter, D. (2017). Management research on gender and diversity in German-speaking countries: A stock-taking. Zeitschrift für Diversitätsforschung und-management, 2(2), 8-23.
- Ortlieb, R., & Sieben, B. (2019). Balls, barbecues and boxing: Contesting gender regimes at organizational social events. Organization Studies, 40(1), 115-133.
- Kornau, A., Knappert, L., Tatli, A., & Sieben, B. (2022). Contested fields of equality, diversity and inclusion at work: An institutional work lens on power relations and actors’ strategies in Germany and Turkey. The International Journal of Human Resource Management.

### Bücher
- Sieben, B. (2007). Management und Emotionen. Analyse einer ambivalenten Verknüpfung. Campus.
- Krell, G., Riedmüller, B., Sieben, B., & Vinz, D. (Hrsg.) (2007). Diversity Studies. Grundlagen und disziplinäre Ansätze. Campus.
- Krell, G., Ortlieb, R., & Sieben, B. (Hrsg.) (2011). Chancengleichheit durch Personalpolitik. Gleichstellung von Frauen und Männern in Unternehmen und Verwaltungen. Rechtliche Regelungen – Problemanalysen – Lösungen. 6. Aufl. Gabler.
- Krell, G., Ortlieb, R., & Sieben, B. (2018). Gender und Diversity in Organisationen: Grundlegendes zur Chancengleichheit durch Personalpolitik. Gabler.